# 73638 Likhanov
73638 Likhanov è un asteroide della fascia principale. Scoperto nel 1975, presenta un'orbita caratterizzata da un semiasse maggiore pari a 3,1083235 UA e da un'eccentricità di 0,2795181, inclinata di 13,35844° rispetto all'eclittica.